# Campeonato Europeo de Piragüismo en Eslalon
El Campeonato Europeo de Piragüismo en Eslalon es la competición de piragüismo en eslalon más importante a nivel europeo. Es organizado desde 1996 por la Asociación Europea de Piragüismo (ECA, European Canoe Association). Desde de la edición de 2004 se realiza anualmente. 

## Ediciones
| Núm.  | Año  | Sede                   | País            |
| ----- | ---- | ---------------------- | --------------- |
| I     | 1996 | Augsburgo              | Alemania        |
| II    | 1998 | Roudnice nad Labem     | República Checa |
| III   | 2000 | Mezzana                | Italia          |
| IV    | 2002 | Bratislava             | Eslovaquia      |
| V     | 2004 | Skopie                 | Macedonia       |
| VI    | 2005 | Tacen                  | Eslovenia       |
| VII   | 2006 | L'Argentière-la-Bessée | Francia         |
| VIII  | 2007 | Liptovský Mikuláš      | Eslovaquia      |
| IX    | 2008 | Cracovia               | Polonia         |
| X     | 2009 | Nottingham             | Reino Unido     |
| XI    | 2010 | Bratislava             | Eslovaquia      |
| XII   | 2011 | Seo de Urgel           | España          |
| XIII  | 2012 | Augsburgo              | Alemania        |
| XIV   | 2013 | Cracovia               | Polonia         |
| XV    | 2014 | Viena                  | Austria         |
| XVI   | 2015 | Markkleeberg           | Alemania        |
| XVII  | 2016 | Liptovský Mikuláš      | Eslovaquia      |
| XVIII | 2017 | Tacen                  | Eslovenia       |
| XIX   | 2018 | Praga                  | República Checa |
| XX    | 2019 | Pau                    | Francia         |
| XXI   | 2020 | Praga                  | República Checa |
| XXII  | 2021 | Ivrea                  | Italia          |
| XXIII | 2022 | Liptovský Mikuláš      | Eslovaquia      |
| —     | 2023 | —                      | —               |
| XXIV  | 2024 | Tacen                  | Eslovenia       |
| XXV   | 2025 | Vaires-sur-Marne       | Francia         |
| XXVI  | 2026 | Ivrea                  | Italia          |
| XXVII | 2027 | Cracovia               | Polonia         |

1. ↑  No realizado debido a los III Juegos Europeos.

## Medallero histórico
- Actualizado a Vaires-sur-Marne 2025.

| Núm. | País            | Oro | Plata | Bronce | Total |
| ---- | --------------- | --- | ----- | ------ | ----- |
| 1    | República Checa | 51  | 39    | 42     | 132   |
| 2    | Eslovaquia      | 49  | 28    | 26     | 103   |
| 3    | Alemania        | 34  | 40    | 35     | 109   |
| 4    | Francia         | 24  | 35    | 30     | 89    |
| 5    | Reino Unido     | 21  | 15    | 29     | 65    |
| 6    | Eslovenia       | 18  | 15    | 15     | 48    |
| 7    | Italia          | 7   | 7     | 8      | 22    |
| 8    | Polonia         | 5   | 22    | 12     | 39    |
| 9    | Austria         | 5   | 12    | 9      | 26    |
| 10   | España          | 5   | 6     | 11     | 22    |
| 11   | Suiza           | 5   | 5     | 6      | 16    |
| 12   | Irlanda         | 1   | 1     | 0      | 2     |
| 13   | Andorra         | 1   | 0     | 0      | 1     |
| 13   | Bélgica         | 1   | 0     | 0      | 1     |
| 15   | Rusia           | 0   | 0     | 2      | 2     |
| 16   | Grecia          | 0   | 0     | 1      | 1     |
|      | TOTAL           | 227 | 225   | 226    | 678   |